# Jan Ježíšek
Jan Ježíšek (18. prosince 1844, Žermanice – 21. září 1897, Horní Domaslavice) byl český římskokatolický kněz, osvětový, národní a hospodářský pracovník; svou činností je spjat především s územím Těšínského Slezska.

## Život
Byl nejstarším z 12 dětí žermanického fojta a sedláka Františka Ježíška a jeho manželky Mariany. Jan vystudoval německé gymnázium v Těšíně a bohosloví v Olomouci, kde 25. července 1870 přijal kněžské svěcení. Novokněz působil jako kooperátor ve farnostech Domaslavice (1870–1871), Staré Hamry (1871) a posléze po sedm let jako kaplan v Bílsku na slezsko-haličském pomezí. V letech 1878–1879 byl administrátorem své rodné farnosti Bruzovice, načež byl povolán do Frýdku na pozici vrchního kaplana a administrátora poutního chrámu Navštívení Panny Marie. Zde se zasadil mj. o vybudování 14 výklenkových kaplí zastavení křížové cesty kolem poutního kostela. Od roku 1887 byl farářem v Domaslavicích v blízkosti svého rodiště. Zvelebil zdejší farní hospodářství, zavedl moderní chov včel a v neposlední řadě vypěstoval nový druh brambor zvaný „ježiščoky“.
Po požáru roku 1892 obnovil domaslavický farní kostel sv. Jakuba Většího a postavil novou faru. Od 31. ledna 1892 zastával doživotně funkci předsedy Hospodářského spolku okresního ve Frýdku, který spoluzaložil. Vystupoval vždy jako uvědomělý český vlastenec, o národní věc na Těšínsku se zasazoval mj. i jako člen okresní školní rady v Těšíně. Podpořil vznik dvou významných českých středních škol v Místku (hospodářské školy a gymnázia). Bývá označován za průkopníka české turistiky ve slezské části Beskyd, v roce 1895 vedl také početnou výpravu Slezanů na Národopisnou výstavu českoslovanskou v Praze.
Zemřel 21. září 1897 v Domaslavicích, kde se u kostela dodnes nachází jeho hrob.
Petr Bezruč jeho památce věnoval báseň Domaslovice.